# Pjotr Berngardovič Struve
Pjotr Berngardovič Struve (rusky Пётр Бернга́рдович Стру́ве; 26. lednajul./ 7. února 1870greg., Perm – 22. února 1944, Paříž) byl ruský filozof, historik, ekonom, veřejný činitel a novinář.

## Život
Pocházel z rodiny permského gubernátora Berngarda Vasiljeviče Struve. Byl vnukem astronoma Vasilije Jakovleviče Struve a patřil do dynastie vynikajících ruských vědců a politiků. Studoval právnickou fakultu Petrohradské státní univerzity.
Byl jedním z prvních ruských marxistů. Asistoval při setkáních marxistů a narodniků, kde se seznámil se svým budoucím oponentem Vladimirem Uljanovem (pozdějším V. I. Leninem). Napsal Manifest ruské sociálnědemokratické strany pracujících ku příležitosti jejího založení v roce 1898, protože byl přesvědčen, že základy marxismu jsou liberální. Když se přesvědčil, že marxismus je především revoluční, krátce před rozpadem této strany na bolševiky a menševiky ji P. B. Struve opustil a přešel do Konstituční demokratické strany (které byl také spoluzakladatelem), propagující liberální metody. Tuto stranu reprezentoval v předrevoluční ruské Dumě. Po ruské Říjnové revoluci publikoval různé významné články o příčinách revoluce a přidal se k bělogvardějcům. Ve vládě Petra Wrangela a Antona Děnikina byl ministrem zahraničních věcí.
Následující tři desetiletí žil v emigraci v Paříži, jeho synové získali významné posty v Ruské pravoslavné církvi v zahraničí.